# Ministerul Informațiilor Publice (România)
Ministerul Informațiilor Publice a fost un minister al Guvernului României.
Ministerul a fost creat cu scopul de a gestiona informațiile de interes public aflate în posesia administrației centrale și administratiei publice locale.
Ministerul exercita un control asupra tuturor informațiilor de interes public și promova politica și programele Guvernului.
Existența acestui minister a fost criticată, fiind considerat ca un instrument de propagandă politică al PSD pe bani publici și ca fiind un pericol pentru libertatea de exprimare și accesul la informații.

## Numiri în funcție ai miniștrilor
- 28 decembrie 2000 — Vasile Dâncu — cu ocazia formării Guvernului Năstase[2]